# Leucauge caudata
Leucauge caudata är en spindelart som beskrevs av Henry Roughton Hogg 1914. Leucauge caudata ingår i släktet Leucauge och familjen käkspindlar. Inga underarter finns listade i Catalogue of Life.